# مت مک‌کی
مت مک‌کی (انگلیسی: Matt McKay؛ زاده ۱۱ ژانویهٔ ۱۹۸۳) یک بازیکن فوتبال است.